# Cjepivo protiv kolere
Odricanje od odgovornosti – Wikipediju koristite na vlastiti rizik – Wikipedija ne daje medicinske savjete – Wikipedija ne daje pravna mišljenja
Cjepiva protiv kolere su cjepiva učinkovita u sprječavanju kolere. Njihova je učinkovitost u prvih šest mjeseci oko 85%, a tijekom prve godine od 50 do 62%. Nakon dvije godine učinkovitost im pada na manje od 50%. Kada je većina stanovništva nekog područja cijepljena, čak i oni koji nisu cijepljeni zaštićeni su zbog kolektivne imunosti. Svjetska zdravstvena organizacija savjetuje da se uz cijepljenje treba držati epidemioloških mjera zaštite od kolere u onih s visokim rizikom zaraze. Preporuča se cjepivo uzeti u dvije ili tri doze oralnog pripravka. Postoji i oblik cjepiva za intravensku primjenu, ali on je manje dostupan.

## Sigurnost
Oba dostupna oralna oblika cjepiva imaju visuku razinu sigurnosti. Moguće nuspojave su blaga bol u trbuhu, te proljev. Cjepiva su sigurna za uporabu u trudnoći te u osoba s slabijom funkcijom imunosnog sustava. Cjepiva su registrirana za korištenje u više od 60 zemalja. Uporaba ovih cjepiva u zemljama gdje se kolera učestalo javlja pokazala se ekonomski prihvatljivom.

## Društvo i kultura
Prva cjepiva protiv kolere razvijena su u kasnom 19. stoljeću. To su bila prva široko primjenjivana cjepiva proizvedena u laboratoriju. Oralna cjepiva prvi su puta ušla u upotrebu 90-tih godina 20.stoljeća. Ovo se cjepivo nalazi na Popisu najvažnijih lijekova Svjetske zdravstvene organizacije, nužnih u sustavu primarne zdravstvene zaštite. Cijena cjepiva je između 0,1 i 4,0 američka dolara.